# Scipione Ammirato
Scipione Ammirato (Lecce, 7 ottobre 1531 – Firenze, 31 gennaio 1601) è stato uno storico, genealogista e letterato italiano, tra i massimi teorizzatori della ragion di Stato del suo tempo, esponente del tacitismo (fu commentatore degli scritti di Publio Cornelio Tacito), da lui interpretato in chiave antimachiavellica.
I suoi Discorsi sopra Cornelio Tacito ebbero vasta risonanza europea e furono ripubblicati più volte in Italia, Francia e Germania e tradotti in francese e latino. Nelle successive versioni di Jean Baudouin (1618) e Laurent Melliet (1619), i Discorsi contribuirono non poco all'innesto del tacitismo all'interno della cultura francese.
L'Ammirato è giudicato storico «esatto, oculato, scrupoloso nel ricercare ed interpretare vecchie cronache e documenti d'archivio» che «nella Storia fiorentina (1600), negli Opuscoli e nelle genealogie d'illustri famiglie, prelude all'odierno metodo d'usar le fonti storiche: i voluti errori, le ingegnose iperboli del Machiavelli, che aveva narrato in parte gli stessi fatti, lo scandalizzavano. Perciò egli s'innalza su tutti gli storiografi di quest'età che scrissero in volgare».

## Biografia

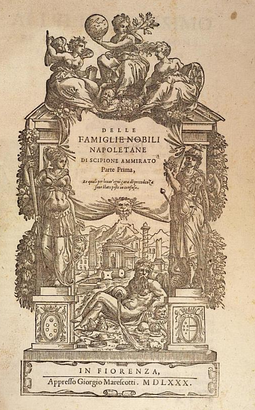
Frontespizio del primo volume dell'opera Delle famiglie nobili napoletane di Scipione Ammirato (1580)

Nato a Lecce da una famiglia nobile di origine toscana, venne avviato dal padre agli studi di diritto a Napoli, ma ne fu distratto dai suoi interessi umanistici. Frequentò i circoli letterari partenopei e divenne intimo amico di Berardino Rota, Angelo di Costanzo e Bartolomeo Maranta, scelto dall'Ammirato come personaggio del dialogo Il Rota, overo delle imprese (e il Maranta sceglierà Scipione quale interlocutore del suo Lucullianorum quaestionum nel 1564). Intrapresa la carriera ecclesiastica, per alcuni anni risiedette a Venezia, dove divenne segretario del patrizio veneto Alessandro Contarini. A Venezia approfondì i suoi interessi letterari, frequentò le dotte riunioni in casa del letterato Domenico Venier e strinse amicizia con Pietro Aretino, Sperone Speroni e Vittoria Colonna. Collaborò alla stampa, curata da Girolamo Ruscelli, dell'Orlando furioso, cui egli prepose gli Argomenti in rima. Costretto ad abbandonare il servizio di Contarini a causa di uno scandalo, l'Ammirato si recò in un primo tempo a Roma, dove entrò al servizio di Papa Pio IV. Nel 1558 tornò a Lecce, dove fondò, insieme a Pompeo Paladini, l'Accademia dei Trasformati, di cui fu «principe» col nome di «Proteo».
Datosi allo studio assiduo delle opere di Platone, verso il 1560 compose, per consiglio del vescovo Braccio Martelli e di Girolamo Seripando, il dialogo Il dedalione o ver del poeta (Firenze, Biblioteca Nazionale Centrale, Magl. VII 12), dedicato a Seripando e presentato manoscritto dieci anni più tardi nell'Accademia degli Alterati a Firenze.
Nel Dedalione l'Ammirato affronta la domanda comune a tutti i teorici letterari italiani del Cinquecento: in quale campo della filosofia si debba classificare la poesia. L'Ammirato la assegna al campo della filosofia civile. Operando una distinzione fra filosofia contemplativa e filosofia attiva, l'Ammirato stabilisce nella seconda tre categorie, di cui una è la filosofia civile o politica; in tale categoria il poeta ha come compito particolare, insieme al legislatore e all'oratore, di curare l'animo umano attraverso lezioni di moralità e di virtù, presentate in modo piacevole.
Ormai famoso in tutta Italia, non riuscì tuttavia a ottenere la carica di storiografo regio a Napoli, proposta per lui da Angelo Di Costanzo, e indignato se ne andò a Firenze (1569), non accettando più alcun incarico nel Regno di Napoli, nonostante le sollecitazioni del viceré. Dal granduca Cosimo I de' Medici, che lo ospitò presso Villa La Topaia, ottenne l'incarico di scrivere le Istorie fiorentine, per la cui stesura poté servirsi del materiale conservato presso l'Archivio Pubblico istituito nel 1570. Obiettivo polemico delle Istorie dell'Ammirato sono le Istorie fiorentine del Machiavelli, di cui contestò sia l'impostazione dispersiva sia le numerose inesattezze (1º vol., pp. 1–2, e 3º vol., pp. 96–97). Assiduo frequentatore dell'Accademia degli Alterati di Giovan Battista Strozzi, l'Ammirato divenne un protagonista del panorama culturale cittadino. Giovan Battista Attendolo lo proclamò "principe degli storici del suo secolo", e l'Accademia fiorentina "nuovo Livio"; Orlando Pescetti lo pose per la lingua allo stesso livello di Pietro Bembo, Monsignor della Casa, Lionardo Salviati, Benedetto Varchi e Annibale Caro; il suo lavoro sulle Famiglie napoletane ebbe un grande successo nelle corti di tutta Italia e suscitò le calorose lodi di Traiano Boccalini ed Annibale Caro. «In un'epoca in cui largamente si diffondeva un'araldica dominata dalla fantasia e trovavano credito le astruse ricostruzioni genealogiche di spregiudicati falsari, le documentate ed erudite ricerche di Scipione Ammirato sulle famiglie napoletane e fiorentine fecero testo per «compor le genealogie e fabbricar gli alberi delle case più illustri» (Traiano Boccalini, Ragguagli di Parnaso, Cent. I, L).» Indice della fama dell'Ammirato genealogista erano le richieste di pareri su tale materia che gli venivano avanzate non solo da famiglie regnanti italiane, ma anche dal re di Francia o dal decano capitolare di Colonia. I re Enrico II di Francia e Filippo II di Spagna, i papi Clemente VIII e Sisto V e i Medici gli spedivano lettere assai lusinghiere, promettendogli immense ricchezze. Nel 1595 divenne canonico della cattedrale di Firenze. Dopo aver fatto testamento (11 gennaio 1601) morì il 31 gennaio 1601 e lo stesso giorno fu sepolto in Santa Maria del Fiore a Firenze.

## Teoria della ragion di stato

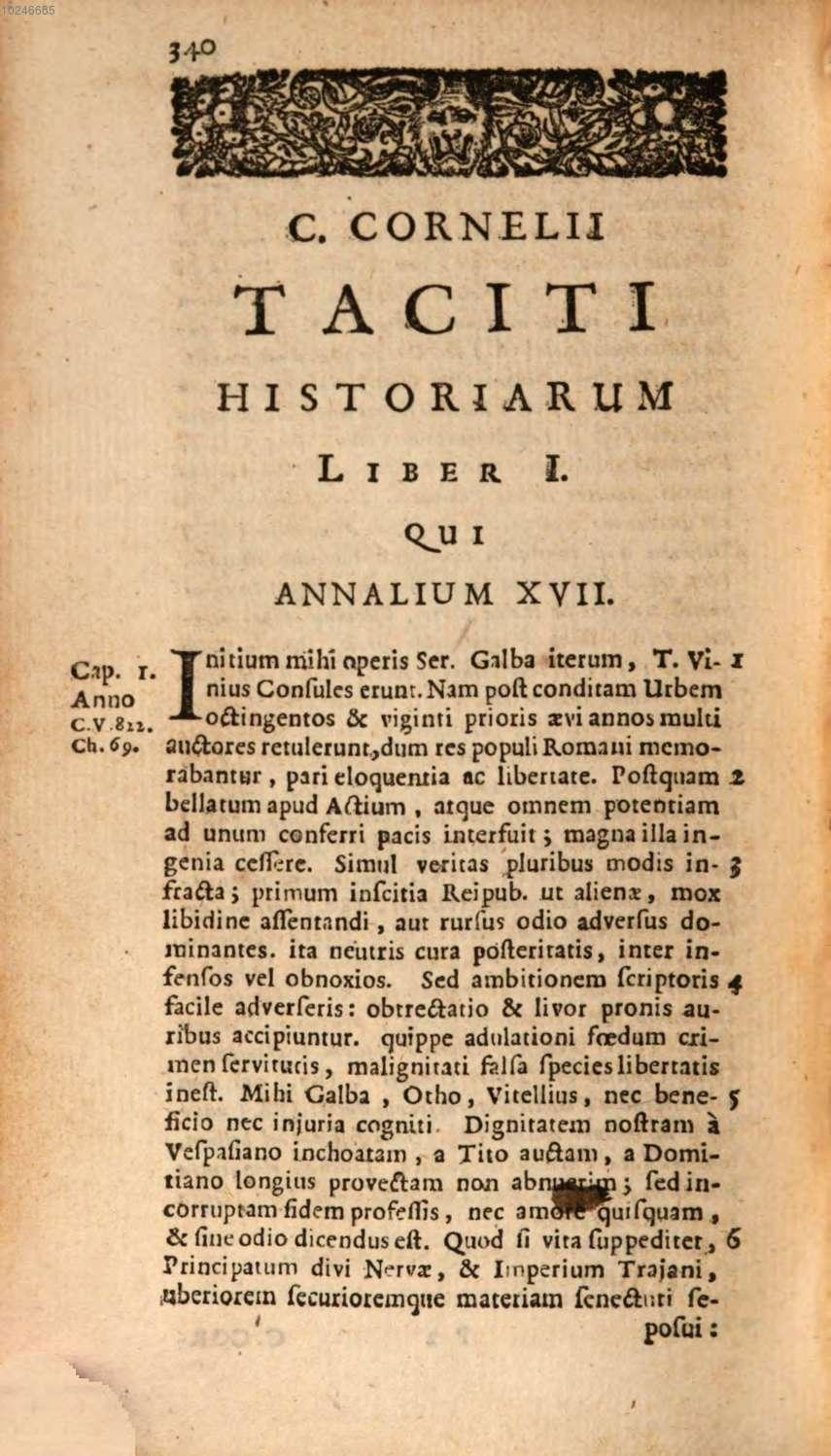
Occhiello del primo volume delle Historiae di Cornelio Tacito nell'edizione seicentesca curata da Johannes Theodor Ryck (Leida, 1687)

Nei Discorsi sopra Cornelio Tacito l'Ammirato s'accinse alla non facile impresa di una nuova confutazione della dottrina machiavellica, considerata empia ai tempi della Controriforma (l'Ammirato evita perfino di nominare il Machiavelli, chiamandolo sempre «l'autor dei Discorsi»). Nuova era l'idea di confutarla fondandosi sull'opera del Tacito; tanto più dopo che Giovanni Botero aveva messo sullo stesso piano Tacito e Machiavelli. «Viaggiando nelle corti – dice Botero – mi ha recato somma meraviglia il sentir tutto dì mentovare ragione di Stato, ed in cotal materia citare ora il Machiavelli, ora Cornelio Tacito, quello perché dà precetti appartenenti al governo, questo perché esprime vivamente l'arti usate da Tiberio Cesare e per conseguire e per conservarsi l'imperio di Roma». Botero si meravigliava che un autore così malvagio e il governo di un tiranno fossero tenuti in tale considerazione da farne il modello di condotta dei governanti.
L'Ammirato aveva sicuramente letto Tacito già da studente, come dimostrano i riferimenti a Tiberio e Caligola che si incontrano nei suoi dialoghi giovanili. Probabilmente era a conoscenza dell'edizione delle opere di Tacito curata dal più grande critico testuale del XVI secolo, lo studioso fiammingo Giusto Lipsio, e incontrò alcuni dei più importanti tacitisti italiani – Paolo Manuzio, Latino Latini, Francesco Benci – che avevano accolto Lipsio a Roma proprio mentre l'Ammirato stava passando dalla città diretto a Firenze, nel 1569. In questa occasione l'Ammirato può aver consultato anche i volumi fittamente annotati dell'amico di Lipsio Marc-Antoine Muret, che insegnava a Roma fin dal 1560. È infine possibile che l'Ammirato abbia consultato anche i lavori preparatori dell'edizione di Tacito dello studioso fiorentino Curzio Picchena, basati sui codici Mediceus prior e Mediceus alter, i più antichi testimoni delle opere di Tacito, conservati nella Biblioteca Laurenziana, a Firenze. Ma fu il contatto con l'Accademia degli Alterati a spingere l'Ammirato a dedicare a Tacito uno studio serio. Nel luglio del 1583 Bernardo Davanzati aveva presentato all'Accademia il primo libro della sua traduzione degli Annali; da quel momento in poi gli accademici, incluso l'Ammirato, discussero regolarmente ogni libro successivo, fino all'edizione finale dell'Opera omnia, dedicata agli accademici e pubblicata nel 1599.
Sin dal 1591 l'Ammirato cominciò la composizione dei Discorsi. «Quando io posi mano a questa impresa – scrive a monsignor Ferrante Taverna – non mi feci da capo, ma secondo mi abbatteva a cosa che mi piacesse o che mi paresse opportuna ad insegnare a chi sapea meno di me n'andai facendo tanti (discorsi), che parendomi che fossero un giusto libro, li vo ora rimettendo nel lor libro secondo l'ordine dei libri del medesimo autore; il che quando sarà finito, sarà facil cosa ch'io lo dia fuora, se così ne sarò da' severi giudici confortato».
È lo stesso Ammirato a spiegare per quale ragione abbia scelto Tacito come maestro del futuro principe, perché è il pittore più ampio ed accurato del principato romano e perché la sua opera è tra le mani di tutti. «L'autor nostro – egli scrive – ci dimostra qual sono le vere arti del dominare, utilissime non meno a' signoreggianti, che a' signoreggiati et di tanta sicurezza, che niuna altra cosa può esser maggiore, come confesserà ciascuno che punto vi applica l'animo». Oltre a Tacito l'Ammirato fece ampio ricorso alle opere di Livio, Cesare, Cassio Dione, Plutarco, Cicerone, Platone e Senofonte.
Nei Discorsi l'Ammirato sostiene che la ragione di stato «altro non essere che contraventione di ragione ordinaria per rispetto di publico beneficio, overo per rispetto di maggiore e più universal ragione». Egli riteneva che il monarca o il reggitore delle sorti dello stato fosse provvisto di una plenitudo potestatis, sebbene dovesse essere saggio ed esemplare, consapevole dei suoi doveri. L'Ammirato in ultima istanza riteneva che la ragion di Stato fosse solo una deroga agli ordinamenti vigenti, in casi particolari in cui fosse a repentaglio l'esistenza stessa dello Stato, ma non una deroga alle leggi naturali o divine. In altri termini, esiste a suo giudizio una ragione di stato non arbitraria (dominationis flagitia), ma rispettosa del bene generale, tesa a limitare i privilegi e gli eccessi, a condizione che venga esercitata dal principe, solo e legittimo rappresentante dello stato, nel rispetto delle leggi di Dio e della natura.
L'esposizione chiara e, per quanto lo permetteva la materia, di non difficile lettura, nella quale l'erudizione non soffoca il ragionamento, assegna al libro dell'Ammirato il primo posto tra quanti trattarono di politica sulla fine del secolo XVI, di gran lunga al di sopra della gran massa degli altri che, eccettuato il Botero, non fanno che affastellare citazioni antiche e moderne e generare confusione e fastidio in chi si accinge a leggerli.
I Discorsi dell'Ammirato ebbero grande successo. La granduchessa gli scriveva che sperava «di cavarne utilità di virtuosi e giusti avvertimenti et compiacimento» e li chiamava un «libro salutifero». Il granduca sperava anch'egli di trarre «da essi con dilettazione frutto et aiuto» per il suo governo, «tenendo per certo che con Cristiana pietà siano prudentemente indirizzati a un giusto reggimento e ad una accorta conservazione de' popoli e delli Stati con publico benefizio». Simile accoglienza ebbero nel mondo letterario: furono lodati da Antonio Possevino, tradotti nel 1609 in latino e nel 1619 in francese e apprezzati da René Rapin, che pure riteneva lo studio della politica di Tacito le plus vaine de touts. Più recentemente Amelot de la Houssaye nella sua nota versione di Tacito così si esprimeva a proposito dei Discorsi dell'Ammirato: «Je n'ai pas laissé de trouver beaucoup de bon sens dans ses raisonnemens et même beaucoup de droiture dans ses maximes». Notata poi l'opposizione al Machiavelli ed una certa oscurità derivante, secondo lui, dall'aver voluto imitare soverchiamente lo stile di Tacito, continua: «Il entre-mêle assez souvent les exemples modernes avec les anciens afin, dit-il dans un de ses discours, que chacun voye que la vérité des choses n'est pas alterée par la diversité des temps. En un mot, son Commentaire est assurement un des milleurs que nous ayons sur Tacite.»

## Opere
- I trasformati, Lecce, 1559 circa;

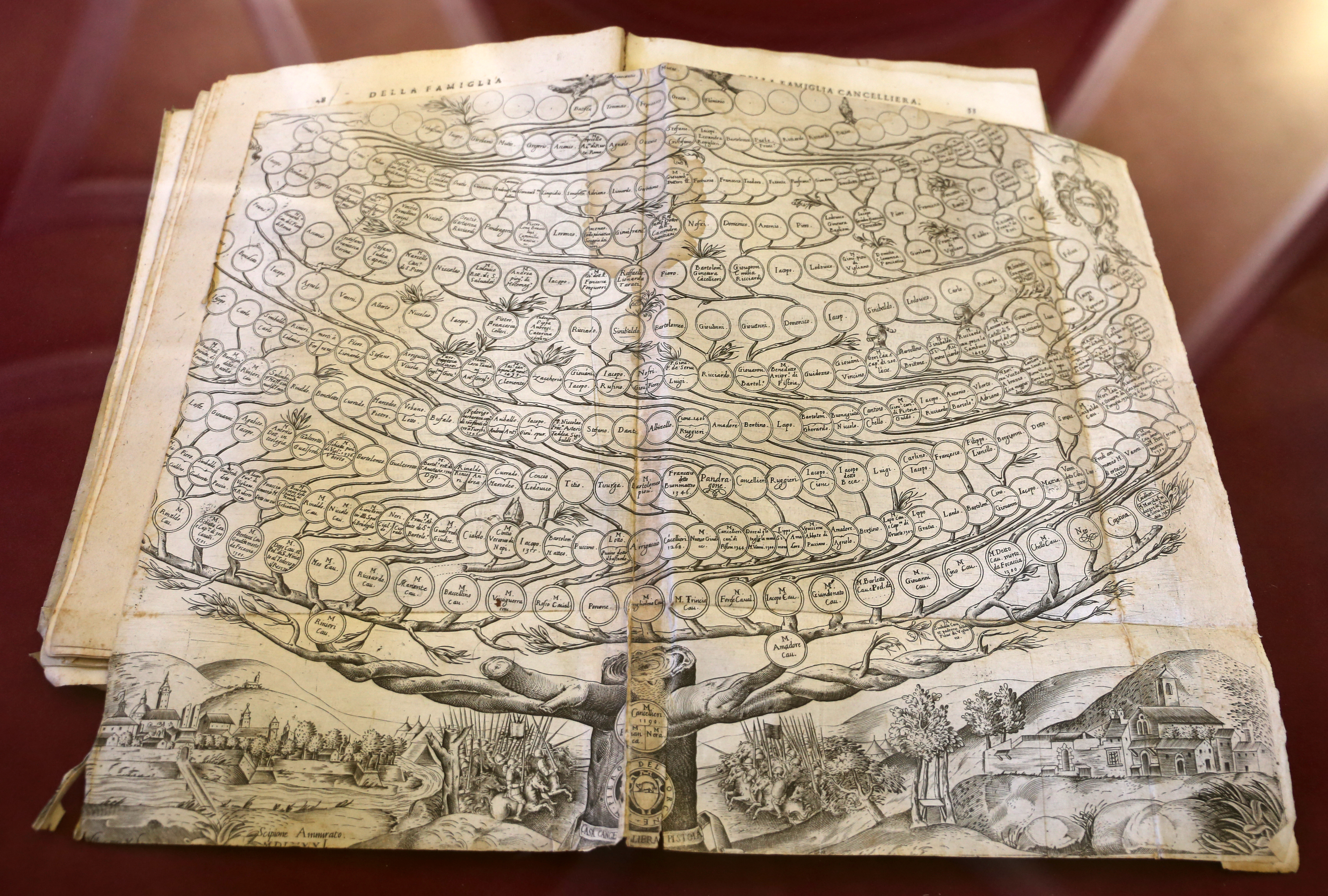
Albero genealogico della famiglia Cancellieri tratto dall'Historia della famiglia Cancelliera di Pistoia di Scipione Ammirato (1622)

- Delle famiglie nobili napoletane, vol. 1 (consultabile online) e 2 (online), Firenze, 1580 e 1651;
- Discorsi del signor Scipione Ammirato sopra Cornelio Tacito, Firenze, 1594;
- Della famiglia dell'Antoglietta, 1597;
- Dell'istorie fiorentine, vol. 1 (online) e 2 (online), Firenze, 1600 e 1641;
- Delle famiglie nobili fiorentine, Firenze, 1615;
- Historia della famiglia Cancelliera di Pistoia, Venezia, 1622;
- Poesie spiritvali, Venezia, 1634;
- Albero e istoria della famiglia de' conti Gvidi, Firenze, 1640;
- Opvscoli, vol. 1 (online), 2 (online) e 3 (online), Firenze, 1640, 1637 e 1642.
- Scipione Ammirato, Il Rota ouero dell'imprese dialogo del S. Scipione Ammirato nel quale si ragiona di molte imprese di diuersi eccellenti autori, & di alcune regole & auertimenti intorno questa materia, Napoli, Gio. Maria Scotto, 1562. URL consultato il 25 marzo 2022.

### Traduzioni francesi
- Discovrs politiqves sur les oeuvres de C. Cornelius Tacitus, Parigi, 1619;
- Discovrs politiqves et militaires, sur Corneille Tacite, excellent historien, e grand homme d'Éstat: contenans les fleurs des plus belles histoires du monde, Lione, 1619.

### Traduzioni latine
- Dissertationes politicæ sive Discvrsvs in C. Cornelivm Tacitvm, Helenopoli, 1609;
- Dissertationes politicæ, siue Discvrsvs in C. Cornelivm Tacitvm, Francoforte, 1618 (3 volumi).